# Juniel
Choi Jun Hee (Hangul:최준희) (Corea del Sur, 3 de septiembre de 1993), más conocida como Juniel, es una cantante y compositora surcoreana.

## Carrera
Comenzó su carrera musical en Japón antes de, finalmente, debutar en Corea del Sur. 
En un principio era conocida como "Junie" sin embargo, con el tiempo, cambió su nombre artístico a 'Juniel', el cual se deriva de la combinación de su nombre, Junie, y la letra L «Love».

## Discografía en Corea
Miniálbum
- 2012: My First June
- 2012: 1&1
- 2013: Fall in L

Digital Single
- 2013: DOKKUN PROJECT Pt.3 (Feat. Hanhae de PHANTOM)
- 2013: Romantic J Love Falls (feat. Lee Jong Hyun de CNBLUE)
- 2014: Tomorrow
- 2014: I Think I’m In Love

## Discografía en Japón
Álbumes
- 2013: Juni

Miniálbumes
- 2011: Ready Go
- 2012: Dream & Hope

Singles
- 2011: Forever
- 2012: さくら ～とどかぬ想い～

## Filmografía

### Programas de variedades
| Año  | Programa               | Notas                                   |
| ---- | ---------------------- | --------------------------------------- |
| 2018 | King of Mask Singer    | Ep. 139, participó como "Cake Girl"     |
| 2016 | I Can See Your Voice 3 | Ep. #5, miembro del panel de detectives |

### Televisión
| Año  | Título                | Personaje                         | Notas       |
| ---- | --------------------- | --------------------------------- | ----------- |
| 2012 | A Gentleman's Dignity | Como Artista en el parque Hongdae | Episodio 13 |
| 2013 | Cheongdam-dong 111    | Ella misma                        |             |

## Premios

### 2012
- Cyworld Digital Music Awards - Novato del Mes - junio (Fool)
- 19th Korea Entertainment Arts Awards - Novata del Año.

### 2013
- 27th Golden Disk Awards - Rookie Award.